# Luci Volusi Saturní (cònsol sufecte any 3)
Luci Volusi Saturní (en llatí Lucius Volusius Saturninus) va ser un magistrat romà. Era fill de Luci Volusi Saturní (cònsol sufecte 12 aC) (Lucius Volusius Saturninus).
Va ser cònsol sufecte l'any 3. Del 4 al 5 va ser governador de Síria. Va heretar una gran fortuna del seu pare i encara la va incrementar.
Va morir en el regnat de Neró l'any 56 a l'edat de 93 anys i sobrevisqué a totes les persones que estaven al senat quan era cònsol. Segons Plini era prefecte de la ciutat quan va morir, però amb 93 anys sembla poc probable.